# Rubén Xaus
Rubén Xaus, né le 18 février 1978 à Sant Cugat del Vallès (Espagne), est un pilote de vitesse moto espagnol, actuellement engagé dans le championnat de Superbike.

## Biographie

### Supersport (1997-2000)
Rubén Xaus reçoit sa première moto de la part de son père à l'âge de cinq ans. Il intègre le Supersport en 1997 et s'y classe 17e pour sa première saison. Deux ans plus tard, il termine cinquième du championnat avec une victoire obtenue à Misano au guidon de sa Yamaha. L'année suivante, il est septième avec une nouvelle victoire, cette-fois à Assen avec une Ducati.

### Superbike (2001-2003)
En 2001, il pilote toujours une Ducati mais il passe en championnat Superbike. Lors de cette saison, il est associé à Troy Bayliss qui remporte le championnat. Xaus est lui sixième avec deux victoires remportées respectivement à Oschersleben puis Imola. Il obtient le même classement final en 2002. En 2003, il est deuxième du championnat, seulement devancé par Neil Hodgson. Xaus obtient 7 victoires pour un total de 15 podiums.

### MotoGP (2004-2005)
Xaus change de catégorie en 2004 et intègre le MotoGP au guidon d'une Ducati. Il obtient un podium au Qatar et est onzième du championnat. L'année suivante, il est seizième avec une Yamaha.

### Retour en Superbike (2006-)
Rubén Xaus revient en Superbike en 2006 avec Ducati. 14e cette année-là, il est sixième en 2007 avec une victoire et une troisième place comme meilleurs résultats. En 2008, il obtient une victoire et une dixième place finale. Rejoignant BMW en 2009, il n'obtient aucun podium et est 17e du championnat cette année-là, 15e l'année suivante. Xaus pour 2011 pilote une Honda.